# Liam Davies
Pas d'image ? Cliquez ici

a Compétitions nationales et continentales officielles uniquement.

b Matchs officiels uniquement.
Dernière mise à jour le 24 juillet 2016.
Liam Davies, né le 10 mai 1986 à Llangennech, est un joueur gallois de rugby à XV qui évolue au poste de demi de mêlée.

## Biographie
Liam Davies naît à Llangennech, dans la région de Llanelli et suit son éducation secondaire à Ysgol y Strade (en), école galloisante de Llanelli. Il commence sa carrière professionnelle de rugby avec les Llanelli Scarlets en septembre 2005. En parallèle, il porte en catégorie des moins de 21 ans le maillot national du pays de Galles.
En 2008, en fin de contrat avec les Scarlets, et malgré une proposition de prolongation du club gallois, Davies rejoint le Top 14 en signant avec le CA Brive. Après une saison, il retourne au pays de Galles et intègre l'équipe des Ospreys pour un contrat d'une saison. Entre-temps, Davies fait l'objet d'un prêt en 2e division anglaise au sein des London Welsh pour la fin de la saison 2009-2010.
Davies retourne ensuite en France à l'intersaison 2010, signant un contrat de deux saisons avec l'US Dax en 2e division professionnelle française. Blessé une grande partie de la saison puis peu utilisé, il résilie son contrat à l'amiable avec effet le 30 octobre 2011. Il rejoint au mois de janvier son premier club professionnel, les Scarlets, pour y disputer la fin de la saison 2011-2012. Après avoir intégré l'effectif des Newport Gwent Dragons à l'intersaison, il signe rapidement avec les Cardiff Blues, en janvier 2013, pour y jouer la fin de la saison 2012-2013.
Ce dernier transfert fait de Liam Davies le second Gallois de l'histoire, après Tal Selley (en), à évoluer au sein des quatre franchises professionnelles galloises pendant sa carrière.